# Corregidora Ortiz 3.ª Sección (San Pedrito)
Corregidora Ortiz 3.ª Sección (San Pedrito) es una localidad del municipio de Centro ubicado en la subregión centro del estado mexicano de Tabasco.

## Geografía
La localidad de Corregidora Ortiz 3.ª Sección (San Pedrito) se sitúa en las coordenadas geográficas 17°52′43″N 92°52′05″O / 17.878611, -92.868056, a una elevación de -8 metros sobre el nivel del mar.

## Demografía
Según el Conteo de Población y Vivienda 2020, efectuado por el Instituto Nacional de Estadística y Geografía, la localidad de Corregidora Ortiz 3.ª Sección (San Pedrito) tiene 2,028 habitantes, de los cuales 1,062 son del sexo masculino y 966 del sexo femenino. Su tasa de fecundidad es de 2.45 hijos por mujer y tiene 549 viviendas particulares habitadas.
| Gráfica de evolución demográfica de Corregidora Ortiz 3.ª Sección (San Pedrito) entre 1970 y 2020 |
|                                                                                                   |
| INEGI.                                                                                            |